# Provincia di Thai Binh
Thai Binh (vietnamita: Thái Bình) è una provincia del Vietnam, della regione del Delta del fiume Rosso. Il suo nome significa "pace grande" (Hán Tự: 太平). 
Questa provincia, che ha una superficie di 1559,2 km² e una popolazione di 1.860.447 abitanti, ha come capoluogo Thái Bình.
In questa zona morì il fotografo Robert Capa, che durante una ripresa saltò su una mina anti uomo e morì.

## Distretti
Di questa provincia fanno parte una città (Thái Bình) e i sette distretti di:
- Ðông Hưng
- Hưng Hà
- Kiến Xương
- Quỳnh Phụ
- Thái Thụy
- Tiền Hải
- Vũ Thư